# 1713 Bancilhon
1713 Bancilhon este un asteroid din centura principală, descoperit pe 27 septembrie 1951, de Louis Boyer.